# Gas (Kansas)
Gas é uma cidade localizada no estado americano de Kansas, no Condado de Allen.

## Demografia
Segundo o censo americano de 2000, a sua população era de 556 habitantes.
Em 2006, foi estimada uma população de 552, um decréscimo de 4 (-0.7%).

## Geografia
De acordo com o United States Census Bureau tem uma área de
2,0 km², dos quais 2,0 km² cobertos por terra e 0,0 km² cobertos por água.

## Localidades na vizinhança
O diagrama seguinte representa as localidades num raio de 16 km ao redor de Gas.